# Bulbophyllum unicaudatum
Bulbophyllum unicaudatum là một loài phong lan thuộc chi Bulbophyllum.